# Ambi Pur
Ambi Pur es una marca de productos ambientadores propiedad de Procter & Gamble. Fue lanzado por primera vez en 1958 en España, y ahora se vende en todo el mundo.

## Historia
El primer producto de Ambi-Pur fue lanzado en 1958 en España por Cruz Verde.
En 1984, Sara Lee Corporation adquirió Cruz Verde. Fue la primera marca en lanzar un ambientador líquido enchufable.
El 11 de diciembre de 2009, Procter & Gamble anunció que adquiriría el negocio de cuidado del aire Ambi-Pur de Sara Lee Corporation por 320 millones de euros.